# Alonso Berruguete
Alonso Berruguete, nome completo Alonso González de Berruguete (Paredes de Nava, 1488 – Toledo, 1561), è stato un pittore, scultore e architetto spagnolo.
È considerato uno degli scultori più importanti del Rinascimento spagnolo, ed è conosciuto per le emozioni, a volte felici, altre tormentate, che le sue sculture (spesso di carattere religioso) trasmettono.

## Biografia
Nato nel paese di Paredes de Nava, Berrugete cominciò a studiare arte sotto la tutela del padre, il pittore Pedro Berruguete, già pittore di corte a Urbino per Federico da Montefeltro. Dopo la morte del padre nel 1504, Berruguete ne seguì le orme viaggiando in Italia per continuare i suoi studi artistici, a partire dal 1505, prima dunque di aver compiuto i vent'anni. Passati alcuni anni a Roma, dal 1508 fu a Firenze, dove partecipò agli sviluppi epocali di quegli anni: prima le sorprendenti novità di Leonardo, Michelangelo e Raffaello, poi la svolta dei primi manieristi. A quest'ultima generazione di giovani artisti, quali Jacopo Pontormo e Rosso Fiorentino, rivolse soprattutto la sua attenzione, acquisendo un gusto per le forme allungate e caricate espressivamente fino ad effetti innaturali. Ne sono esempio dipinti come la Salomè o la Madonna col Bambino agli Uffizi.
Tra il 1517 e il 1518 tornò in Spagna, stabilendosi a Saragozza, dove divenne pittore di corte per Carlo I, futuro imperatore Carlo V. Per quattro anni collaborò con lo scultore Felipe Bigarny, passando gradualmente dall'attività di pittore, mai del tutto abbandonata, a quella di scultore. Progettò un mai realizzato ciclo di affreschi per la Capilla Real di Granada e si trasferì, in seguito a Valladolid, dove affrontò la complessa realizzazione di un retablo ligneo, intagliato, dipinto e dorato, per la chiesa di San Benito el Real, che lo tenne occupato dal 1527 al 1532. Si tratta di un lavoro sicuramente scenografico, ma un po' dispersivo per la moltiplicazione eccessiva di dettagli e figure.
Nel 1529-1533 lavorò a una parte dell'altare della Scuola irlandese di Salamanca, trasferendosi poi a Toledo. Qui, attorniato da numerosi allievi provenienti fin dalle Fiandre e dall'Olanda, eseguì gli stalli nella cattedrale, poi il gruppo della Trafigurazione sopra la cattedra vescovile (1543-1548), di grande effetto spettacolare caratterizzato da un patetismo espressivo. Lavorò spesso anche l'alabastro.
Per Avila dipinse il polittico dell'altar maggiore per il convento domenicano di San Tomaso e la Flagellazione, l'Orazione nell'orto e un Sant'Agostino per la cattedrale.